# Guihaia grossifibrosa
Guihaia grossifibrosa là loài thực vật có hoa thuộc họ Arecaceae. Loài này được (Gagnep.) J.Dransf., S.K.Lee & F.N.Wei mô tả khoa học đầu tiên năm 1985.